# 愛人 (テレサ・テンの曲)
「愛人」（あいじん）は、1985年2月21日にリリースされたテレサ・テンの15枚目のシングル。発売元はトーラスレコード（のちに解散。現在はユニバーサルミュージックから発売）。テレサ自身によって、同タイトルで中国語版としても発売された。

## 解説
「愛人」は前作「つぐない」・次作「時の流れに身をまかせ」などと並んで、「アジアの歌姫」テレサ・テンの代表曲の一つである。
有線放送のリクエストチャートで14週連続1位を記録しており、また、全日本有線放送大賞と日本有線大賞では1984年の「つぐない」、1985年の「愛人」で2連覇を達成。1985年の『第36回NHK紅白歌合戦』に唐代の楊貴妃をイメージしたデザインの衣装で初出場を果たしている。

## 収録曲
（全作詞：荒木とよひさ、作曲：三木たかし、編曲：川口真）
1. 愛人
2. 雨に濡れて

## カバー
愛人
- 平浩二（1985年、シングル「愛人」に収録）
- 内藤やす子（1985年、カバー・アルバム『ハートエイクス』に収録）
- 吉幾三（2016年、カバー・アルバム『あの頃の青春を詩う vol.3』に収録）
- 石川さゆり（カバー・アルバム『特選集~愛燦燦』に収録）
- ジェロ（カバー・アルバム『カバーズ2』に収録）
- 森進一（アルバム『LOVE MUSIC』に収録）
- ザ・ゲロゲリゲゲゲ（アルバム『SINGLES 1985-1993』に収録）

収録されたシングルソノシートは全て江ノ島で焼き棄てるパフォーマンスを行ったため原則現存しない。
- 野口五郎（カバー・アルバム『GORO Prize Years, Prize Songs 〜五郎と生きた昭和の歌たち〜』に収録）
- 井上昌己（カバー・アルバム『回想録〜Calling 90's〜』に収録）
- 川上大輔（アルバム『ベサメムーチョ 〜美しき恋唄〜』に収録）
- 増田恵子（カバー・アルバム『愛唱歌』に収録）
- 由紀さおり（カバーアルバム『あなたと共に生きてゆく〜由紀さおり テレサ・テンを歌う〜』（2016年7月27日発売）に収録）[1]